# Corleone
Corleone es un comune y localidad italiana de la ciudad metropolitana de Palermo, en la región de Sicilia. Ubicado en el interior de la isla, tiene una población de 10 276 habitantes (ISTAT 2024). Su importancia histórica se debe a su posición estratégica, a medio camino de la antigua carretera que conecta Palermo y Agrigento, y también a su producción agrícola, ya que fue uno de los principales productores de trigo de la isla. Cuenta con el título histórico de Animosa Civitas conferido por el rey Alfonso V el Magnánimo por el coraje demostrado en la guerra de las Vísperas sicilianas.

## Toponimia
El nombre de la ciudad en italiano es Corleone. En siciliano es Cunigghiuni o Curliùni.)

## Geografía física

### Territorio
El municipio tiene una superficie de 22 912 hectáreas y una densidad de población de 49 hab./km². Se encuentra a 542 m respecto al nivel del mar y se extiende en un val protegido por una corona de rocas calizas que forman un unicum geológico cuyo nombre científico es «calcarinitas glauconíticas de Corleone».
La ciudad se encuentra en el medio de tres rocas: la Rocca dei Maschi, el Castello Soprano (roca con los restos de la antigua torre de estación de guardia sarracena) y el Castello Sottano (roca sobre la que se encuentra todavía un castillo convertido en prisión hasta el final de la Segunda Guerra Mundial y ahora ermita franciscana).

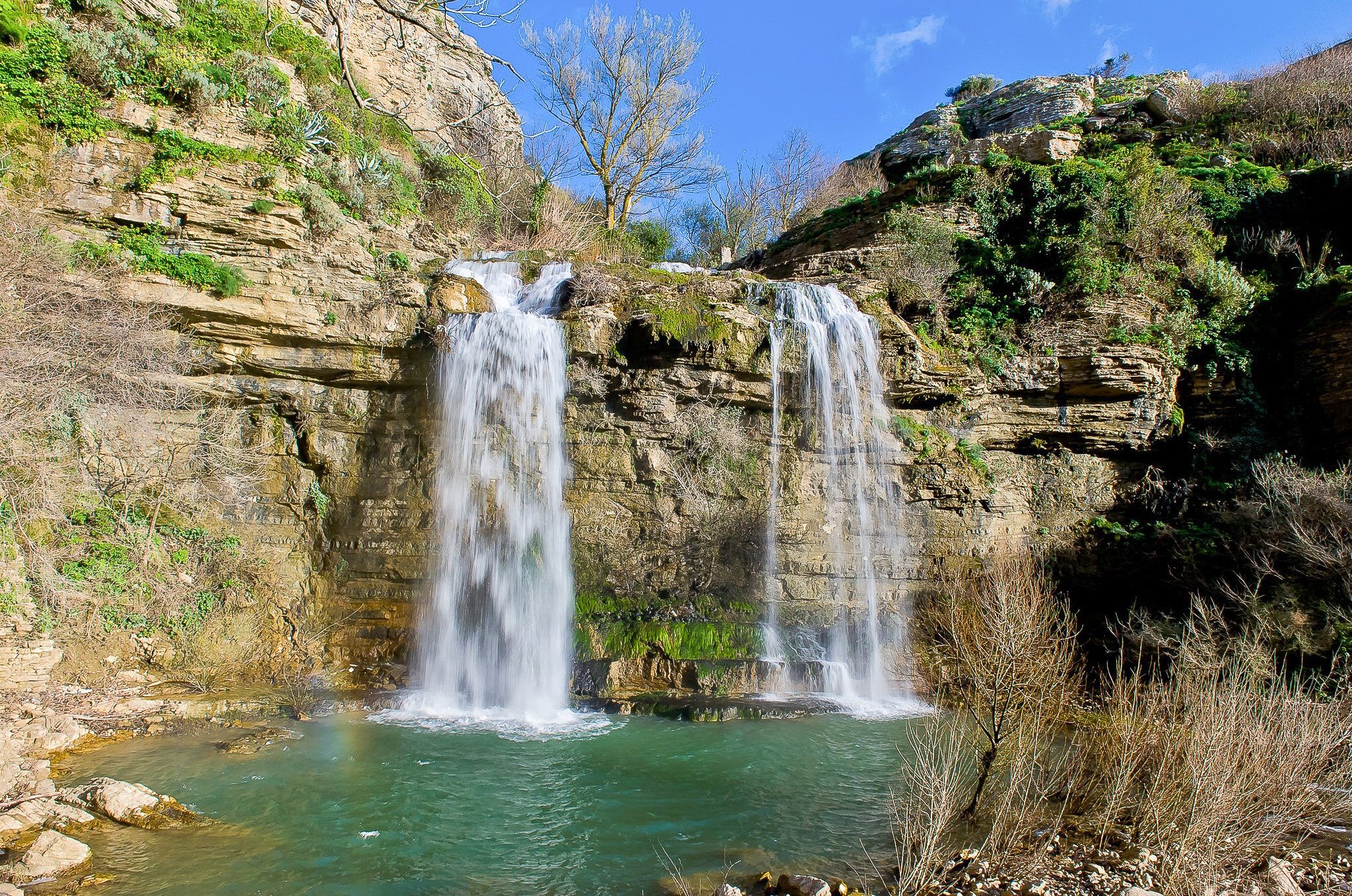
Cascate delle due Rocche

Justo a los pies del Castello Soprano se puede admirar un espectáculo de la naturaleza: la Cascata delle Due Rocche (cascada de las dos rocas). Está formada por el salto del río San Leonardo, el afluente izquierdo del río Belice. Este río con la cascada fluye a tras de un cañón natural por el cual se puede pasar durante el verano
De interés son también las Gole del Drago (los cañones del dragón) y la reserva natural Bosco di Ficuzza e Rocca Busambra (bosque de Ficuzza y roca Busambra). La reserva tiene una extensión de 739 7 hectáreas e incluye ambientes de particular valor ambiental y natural, además de la riqueza de la vegetación y la fauna. En 1996, se creó el "Centro Regional para la Recuperación de la Vida Silvestre».

### Clima
Corleone posee un clima mediterráneo continental con escasas precipitaciones, distribuidas irregularmente a lo largo del año. De acuerdo con treinta años de mediciones (1961-1990), la temperatura mínima media del mes más frío, enero, es de 7,2 °C mientras que en agosto, uno de los meses más cálidos, es de 24,6 °C.

## Historia
Los orígenes de Corleone no son muy claros. Hay algunas excavaciones arqueológicas que fueron llevadas a cabo los años 90 sobre la "Montagna vecchia» (Montaña Vieja) que atestiguan los orígenes de Corleone en la polis griega de Schera (Skera), mientras que algunos recientes hallazgos rastrean los orígenes hasta la prehistoria.
Tras la caída del Imperio romano de Occidente, el pueblo, como toda Sicilia, ha sufrido varias dominaciones: vándalos, bizantinos, árabes y normandos, así como las administraciones de las dinastías suabas, angevinas y aragonesas que se sucedieron al trono de la isla.
Cierta es la presencia de bizantinos y musulmanes. Hay evidencias de la existencia de una mezquita por medio de antiguas fuentes escritas. Los normandos, después de expulsar los árabes, repoblaron la tierra de Corleone juntos con los lombardos. Ellos fueron conducidos hasta aquí por Odón de «Camerana». Otro miembro de la familia «Camerana», Bonifacio, se distinguió en la revolución de las Vísperas sicilianas, como uno de los conductores de la insurrección contra los Angevinos en defensa de la ciudad de Palermo.

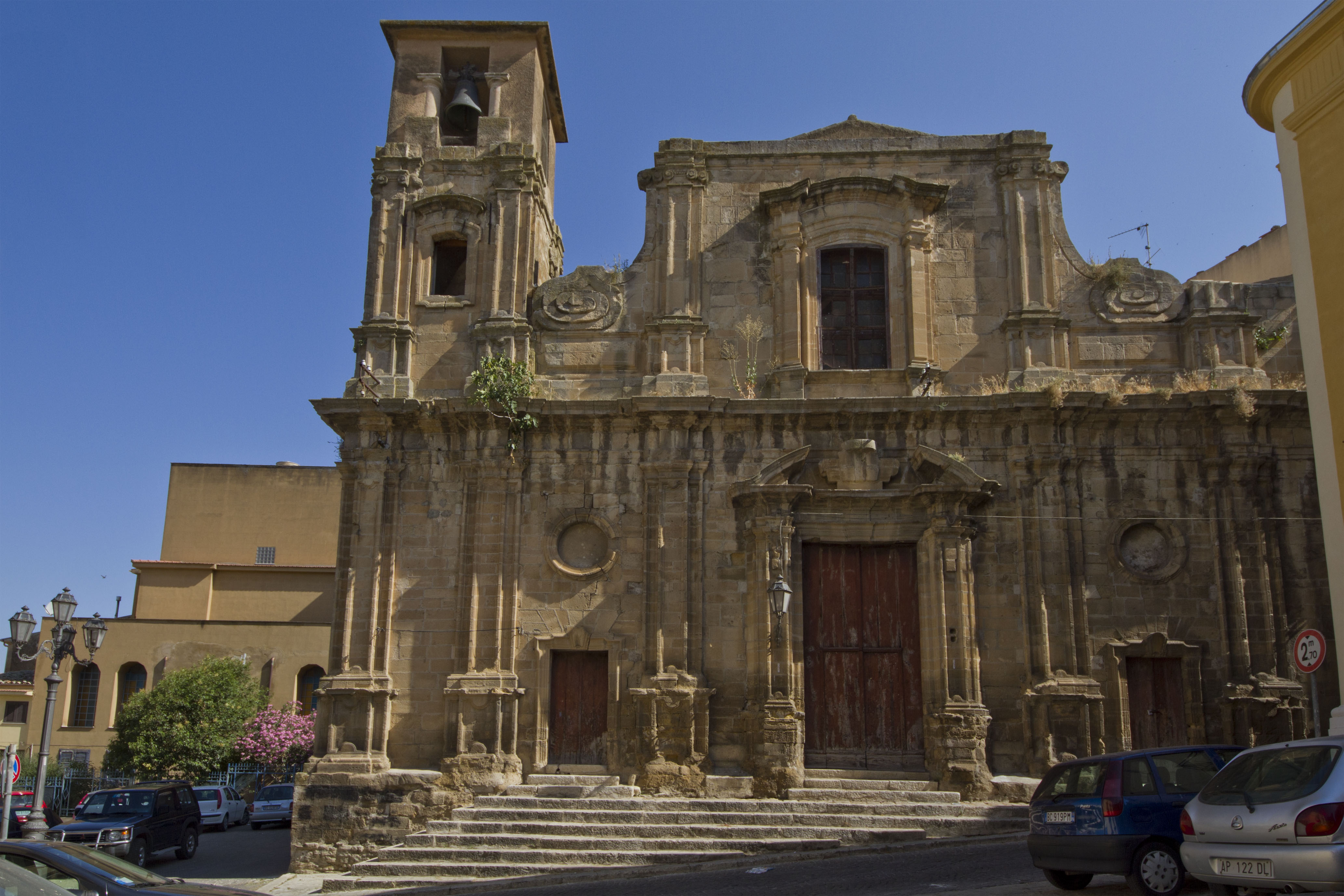
Iglesia de Santa Rosalía

A lo largo de los siglos, la ciudad ha escrito otras páginas gloriosas. Por ejemplo, ha contribuido a la unificación de Italia con la acción revolucionaria de Francesco Bentivegna. Él, después de participar a los movimientos revolucionarios de 1848, dirigió una insurrección local, hasta que fue detenido y ejecutado en el año 1856. En mayo de 1860 la ciudad fue el escenario de una feroz batalla Garibaldina dirigida por el coronel Vincenzo Giordano Orsini. Corleone también contribuyó a las luchas campesinas al principio del siglo XX gracias a Bernardino Verro y después de la Segunda Guerra Mundial con Placido Rizzotto. Fue antigua capital de uno de los distritos del Reino de las Dos Sicilias.

## Demografía
| Gráfica de evolución demográfica de Corleone entre 1861 y 2001 |
|                                                                |
| Fuente ISTAT - elaboración gráfica de Wikipedia                |

## Ficuzza
Ficuzza es una fracción en la municipalidad de Corleone. El pequeño pueblo se encuentra en el centro del bosque homónimo. La fundación se debe al rey Borbón Fernando III de Sicilia, que aquí construyó un palacio de caza en 1799, llamándolo «Real Casina di Caccia» después de adquirir los feudos de la iglesia de Cappelliere, Lupo y Ficuzza. A principios del siglo XX se convirtió en un destino favorito para las vacaciones de la nobleza de Palermo.

### La«Real Casina di Caccia»de Ficuzza

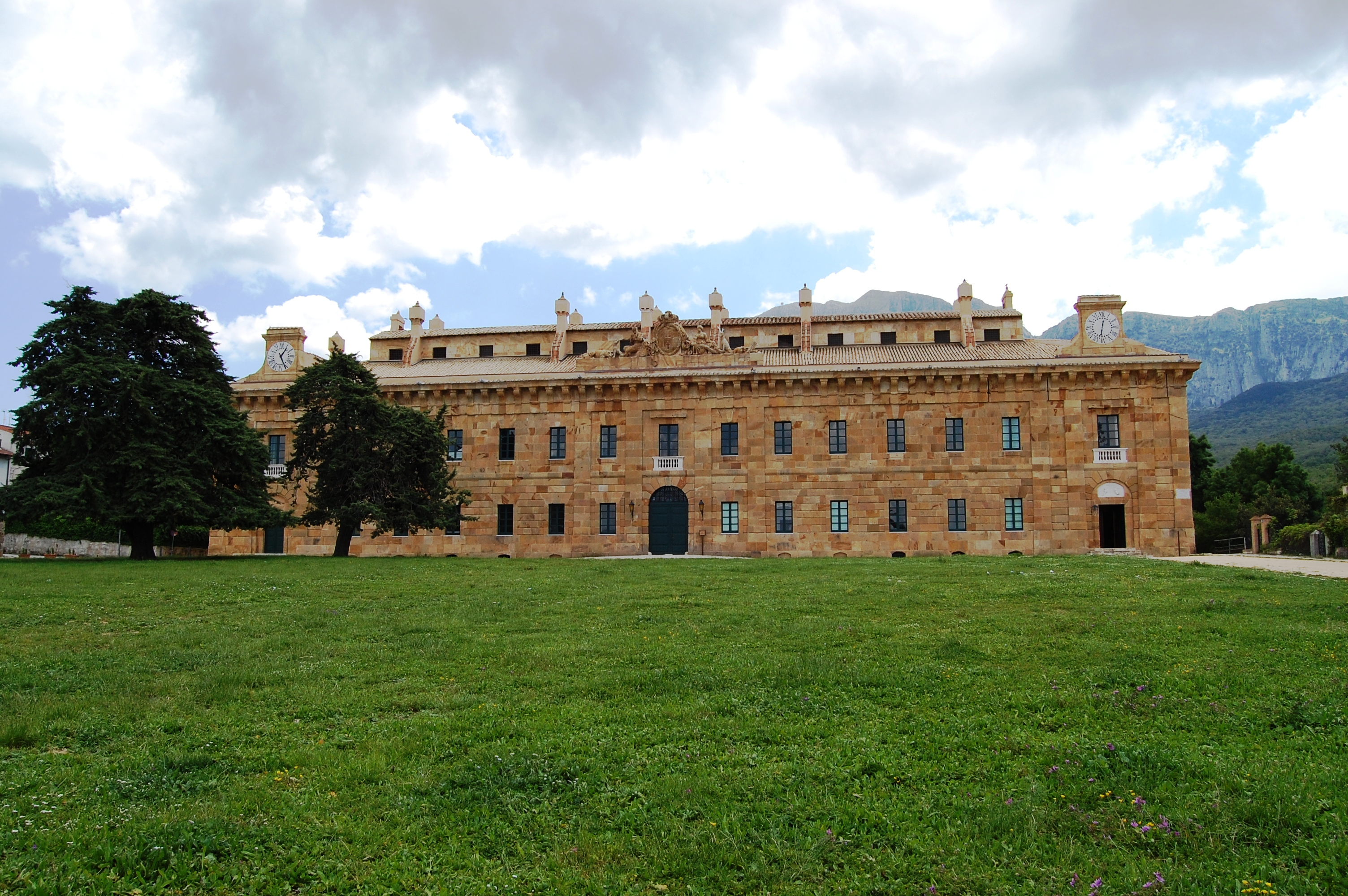
«Real Casina di Caccia» de Ficuzza. Fachada.

La construcción del Real palacio comenzó en 1799 en el bosque de Ficuzza, con el fin de proporcionarle una casa de verano para la caza al rey Fernando III de Sicilia. Ficuzza se encuentra a solo 45 km de Palermo, por lo que no era muy costoso llegar. El rey había llegado a Sicilia en la víspera de Navidad de 1798 huyendo de las insurrecciones en la capital Nápoles. Vivió en Sicilia durante varios años y en particular desde 1810 hasta 1812 en el Palacio de Ficuzza recién construido.
El diseño del edificio fue realizado por el arquitecto Carlo Real Chenchi, con los cambios realizados por el arquitecto Giuseppe Venanzio Marvuglia, que siguió el trabajo comenzado en 1802 y terminado en 1807.
El edificio tiene una planta rectangular con una perspectiva de las líneas neoclásicas siciliana. Su fachada, rectangular y severa, tiene en su centro un grupo escultórico del dios Pan y de la diosa Diana con el escudo real de los Borbones en el centro. A la izquierda de la fachada hay un gran reloj de pared. Junto con el edificio principal, se construyeron edificios menores y la plaza central. Alrededor de esta estructura, el pequeño centro se fue desarrollando con el tiempo. En el edificio hay habitaciones, salones oficiales, capilla privada, bodega, establos y almacenes. Los muebles originales fueron destruidos durante las insurrecciones de los años 1820-21.
En 1871 el palacio y su bosque fueron confiados a la administración forestal del Reino de Italia. Hoy es administrado por la Autoridad Forestal de la Región de Sicilia. El palacio fue reabierto al público en abril de 2009. El 3 de agosto de 2013, la Región de Sicilia quería utilizar la instalación como «Museo Multimedial de Ficuzza», dedicado a la biodiversidad del parque y de la historia de Fernando III de Borbón durante su permanencia en Ficuzza.

## Crimen
La localidad es conocida por ser la cuna de los jefes de Cosa Nostra Michele Navarra, Luciano Leggio, Leoluca Bagarella, Salvatore Riina y Bernardo Provenzano. También fue, en la ficción, lugar de nacimiento de Vito Corleone (n. Vito Andolini), personaje de la novela El padrino, de Mario Puzo.
La Mafia ha dominado la comunidad local durante décadas, y solo recientemente se han rebelado algunos segmentos de la población contra su influencia. Desde los años 1990 se han desarrollado muchas campañas de sensibilización y de educación a la legalidad por parte de asociaciones de voluntariado y sin fines lucrativos.
El 10 de agosto de 2016, el Gobierno italiano ordenó disolver el Ejecutivo Municipal por sus nexos con la Mafia, siendo el cuarto ejecutivo disuelto por estos motivos durante el gobierno de Matteo Renzi.